# Лужицко-новомаркские диалекты
Лужицко-новомаркские диалекты (нем. Lausitzisch-Neumärkisch) — собирательное название немецких диалектов, распространённых на востоке Германии и частично на западе Польши. Принадлежит к средненемецким диалектам верхненемецкого языка. В составе лужицко-новосаркских выделяют новомаркский и южномаркский диалекты. Северомаркский диалект лежит севернее линии Бенрата и принадлежит к маркско-бранденбургским диалектам нижненемецкого языка.